# RoboForm
RoboForm es un establecido gerente de contraseñas y aplicación de llena formularios. Disponible en Windows, MacOS, Android, iOS y Linux, RoboForm se integra con todas las extensiones de navegador más populares, incluyendo Internet Explorer, Mozilla Firefox, Google Chrome, Microsoft Edge, Safari y Opera. RoboForm guarda y automáticamente llena contraseñas, datos sensibles, y otros datos comunes frecuentemente solicitado por páginas web.

## Resumen
RoboForm fue establecido en 1999 por Siber Systems, una compañía privada con sede en Fairfax, Virginia.
RoboForm protege contraseñas y otros datos sensibles usando el cifrado AES256 con PBKDF2. Estos datos no son accesibles sin una Contraseña Maestra, que sólo es conocida por el usuario. El cifrado y desencriptación solo ocurre localmente a nivel del dispositivo. RoboForm está disponible para uso local y por nube.
La aplicación está disponible para individuos, familias y empresas. Roboform se ofrece como un servicio gratis, con funcionalidades adicionales disponible a través de una suscripción de RoboForm Everywhere a $ 19.95 / año. RoboForm Everywhere incluye la habilidad de sincronizar datos a dispositivos múltiples, respaldos a la nube, y acceso a cuenta por web. Planes familiares están disponibles para hasta cinco miembros, con suscripciones ofrecidos en incrementos de 1, 3 y 5 años. Una licencia de RoboForm para Negocio proporciona administración centralizada con suscripciónes basados por usuario.

## Características
- Soporte multiplataforma
- Contraseñas ilimitadas
- Contraseña Maestra
- Cifrado AES256
- Llena-formulario y llena-contraseña automático
- Generador de contraseñas
- Importación y exportación de contraseñas
- Acceso de emergencia
- Compartición seguro de contraseñas
- Administración centralizada

## Comentarios
En abril de 2017, PC Magazine otorgó a RoboForm 3.5 estrellas, con una marca "Buena", señalando sus precios económicos, estructura organizativa multinivel, llenado exhaustivo de formularios por red, y habilidad de Compartición Segura.
- Datos: Q4048359